# Хероин (филм)
„Хероин” је немачко-југословенски филм из 1968. године.

## Улоге
| Глумац             | Улога           |
| ------------------ | --------------- |
| Александар Гаврић  | Флориан Гарашин |
| Аленка Ранчић      | Луциа Немања    |
| Предраг Милинковић | Фери Немања     |
| Јанез Врховец      | Иво             |
| Радмило Ћурчић     | Бранко          |
| Нада Касапић       |                 |